# جنگ هوایی جنگ جهانی دوم

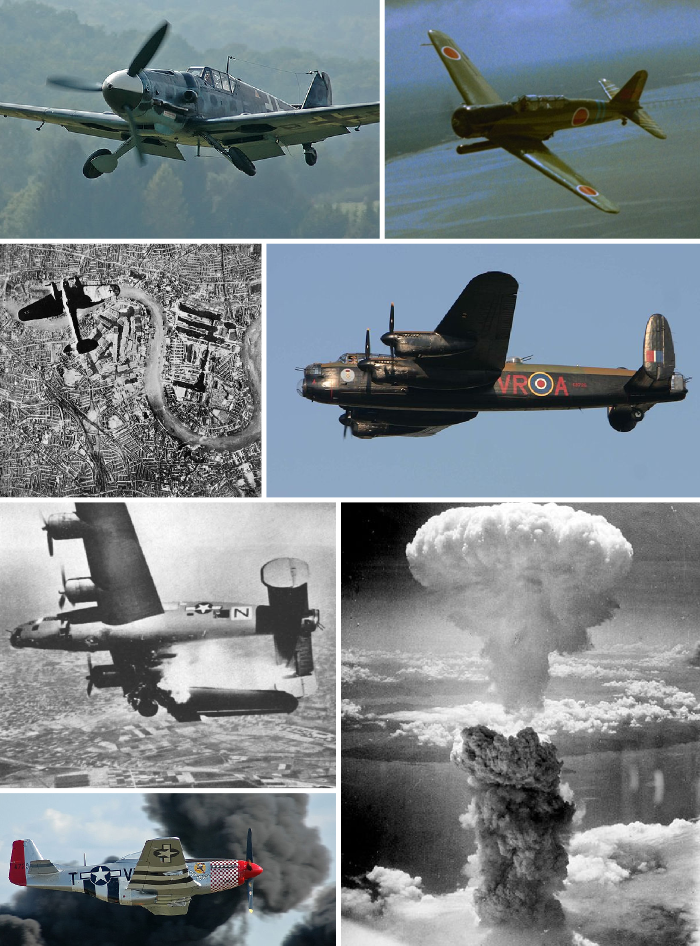
مجموعه ای از تصاویر مربوط به جنگ های هوایی در جنگ جهانی دوم

جنگ هوایی جنگ جهانی دوم (انگلیسی: Air warfare of World War II) رزم هوایی یک جزء اصلی در تمام جبهه‌های جنگ جهانی دوم بود و همراه با جنگ ضدهوایی، بخش بزرگی از تولید صنعتی قدرت‌های بزرگ را مصرف کرد. آلمان نازی و امپراتوری ژاپن به نیروهای هوایی وابسته بودند که از نزدیک با نیروهای زمینی و دریایی ادغام شده بودند. قدرت‌های محور مزیت ناوگان بمب‌افکن‌های استراتژیک را کم‌اهمیت جلوه دادند و با تأخیر نیاز به دفاع در برابر بمباران استراتژیک متفقین را درک کردند. در مقابل، بریتانیا و ایالات متحده آمریکا رویکردی را اتخاذ کردند که بر بمباران استراتژیک و (تا حدی کمتر) کنترل تاکتیکی میدان نبرد از طریق هوا و همچنین دفاع هوایی کافی تأکید زیادی داشت. هم بریتانیا و هم ایالات متحده نیروهای استراتژیک بزرگتری از بمب افکن‌های دوربرد ساختند. به‌طور همزمان، آنها نیروهای هوایی تاکتیکی ساختند که می‌توانستند برتری هوایی را بر میدان‌های جنگ به دست آورند و از این طریق به نیروهای زمینی کمک حیاتی کنند. نیروی دریایی ایالات متحده آمریکا و نیروی دریایی سلطنتی نیز مانند نیروی دریایی امپراتوری ژاپن، یک نیروی هوانوردی دریایی بر پایه ناوهای هواپیمابر ساختند. اینها نقش اصلی را در جنگ در دریا داشتند. 